# ТТ-Лідер
ТТ-Лідер — травматичний пістолет, переробка на базі бойового пістолета ТТ-33. Від бойового пістолета залишився тільки зовнішній вигляд і ударно-спусковий механізм (з «модифікованою» затворною затримкою). Заявлена заводом купчастість становить 20 см на дистанції 5 метрів, реально така купчастість виходить на дистанції 3 метра. Зарекомендував себе як вкрай малоефективний засіб, найчастіше небезпечніший для власника, ніж для нападників.
У пістолеті видалений зуб затворної затримки, через що вона не працює. Пістолет за сертифікатом є бесствольним — ствол замінений на так звану "втулку", тобто, трубку з внутрішнім діаметром більшого, ніж куля, калібру. Куля, пролітаючи усередині неї, не торкається стінки, і тому її веде вбік. До того ж, втулка легко деформується.